# Холл, Маршалл
Маршалл Холл (англ. Marshall Hall, 1790—1857) — английский врач-физиолог; один из пионеров неврологии.

## Биография
Маршалл Холл родился 18 февраля 1790 года в городе Ноттингеме. С 1809 года изучал медицину в Эдинбургском университете, затем занимался врачебной практикой. 

Рефлекторная дуга

В 1850 году он ввёл в медицину термин «рефлекторная дуга» — путь, проходимый нервными импульсами при осуществлении рефлекса (в настоящее время понятие рефлекторной дуги не полностью отражает механизм осуществления рефлекса и поэтому позднее был предложен новый термин — «рефлекторное кольцо»). 
В 1853—1854 гг. М. Холл предпринял путешествие в Северную Америку и по возвращении на родину изложил свои впечатления в «The two fold slavery of the United States» (Лондон, 1854). 
Его изыскания над рефлекторными движениями, центральным органом которых он принимал один только спинной мозг, имели большое значение; он впервые указал на важность исследования посредством электрического тока для диагноза и прогноза паралича над людьми и разработал новый метод для осуществления искусственного дыхания. 
Среди многочисленных трудов опубликованных Холлом наиболее известны следующие: «On diagnosis» (Лондон, 1817, 2-е изд. 1822); «On some of the more important female diseases» (Лондон, 1827, 3-е изд. 1837); «Critical and experimental essays on the circulation of the blood» (Лондон, 1831); «On the true spinal marrow and the electromotor system of nerves» (Лондон, 1837); «On the reflexe functions of the medulla oblongata and medulla spinalis» (Лондон, 1833); «Lectures on the nervous systmes and its diseases» (Лондон, 1836); «Memoirs on the nervous systeme» (Лондон, 1837); «Principles of the theory and practice of medizine» (Лондон, 1837).
Маршалл Холл умер 11 августа 1857 года в городе Брайтоне на южном побережье Англии и был похоронен в родном городе.
Один из его внуков — известный музыкант Маршалл Холл (1862—1915).